# Diecezja Barinas
Diecezja Barinas (łac. Dioecesis Barinensis) – diecezja Kościoła rzymskokatolickiego w Wenezueli. Należy do archidiecezji Mérida. Została erygowana 23 lipca 1965 roku przez papieża Pawła VI mocą konstytucji apostolskiej Apostolicum munus.

## Główne świątynie
- Katedra: Katedra Matki Boskiej z Pilar w Barinas

## Biskupi diecezjalni
- Rafael Angel González Ramírez (1965 - 1992)
- Antonio López Castillo (1992 - 2001)
- Ramón Antonio Linares Sandoval (2002 - 2013)
- José Luis Azuaje Ayala (2013 - 2018)
- Jesús Alfonso Guerrero Contreras (od 2018)